# Aeneatores
Aeneatores (en llatí aēneātores o ahēneātores) eren els soldats romans que portava els instrument de vent. El nom d'aeneatores derivava d'aes (bronze) material del que estaven fets generalment els seus instruments.
Hi havia diversos tipus d'aeneatores: principalment els buccinatores, que portaven una bucina, un instrument que tenia forma de C feta de bronze o bé de plata o de banya; els cornicines, que bufaven un instrument, el cornu, en forma de G feta de llautó; i els tubicines, que bufaven una tuba, un instrument recte fet de bronze.
Els cornicines i els tubicines realitzaven la major part de la senyalització tàctica al camp de batalla i no tenien un estatus especial a la unitat militar. També cridaven a les diferents tasques als campaments. Els buccinatores eren soldats especialment qualificats dins de cada unitat i eren capaços de dur a terme un repertori musical més ampli per transmetre les instruccions. També s'utilitzaven en diferents tasques cerimonials. Hi havia buccinatores eqüestres que servien a les unitats de cavalleria.
Uns altres aeneatores també exercien la seva funció en els jocs públics per mitjà dels seus instruments de vent. Fins i tot sembla que tenien un collegium aeneatorum que és esmentat en algunes inscripcions trobades a Itàlia.